# Bertrand Ngapounou
Bertrand Ngapounou (n. 20 noiembrie 1982, Camerun) este un fost fotbalist camerunez care evolua pe postul de fundaș.